# Itoku
Keizer Itoku (懿徳天皇, Itoku-tennō) was de vierde keizer van Japan, volgens de traditionele opvolgvolgorde.
Itoku werd als prins Ōyamatohikosukitomo no Mikoto geboren in het 29ste jaar onder de regering van keizer Suizei (553 v.Chr.) en was de tweede zoon van keizer Annei en keizerin Nunasokonakatsuhime no Mikoto. In het elfde jaar onder keizer Annei ontving hij op zestienjarige leeftijd de investuur als kroonprins. Achtentwintig jaar later (510 v.Chr.) volgde hij zijn vader op als vierde keizer van Japan. Het jaar daarop verplaatste hij de hofstad naar Karunomagario no Miya, een locatie die men thans in het district Ōgaru-chō van de stad Kashihara (prefectuur Nara) situeert. Hij hield er luidens Kojiki hof met keizerin Futomawakahime no Mikoto en kroonprins Mimatsuhikokaeshine no Mikoto.
Postuum vernoemd naar zijn regeerperiode (“voortreffelijke deugd”) bezette keizer Itoku, overleden in de leeftijd van 45 (Kojiki) of 77 jaar (Nihon shoki), de troon 34 jaar. Behalve het feit dat de keizer in navolging van zijn grootvader keizer Suizei het merkwaardige gebruik handhaafde om de seculiere soevereiniteit voor zijn tweede zoon te bestemmen en het sacerdotale gezag aan zijn oudste zoon na te laten, meldt de traditionele geschiedschrijving geen verdere bijzonderheden over zijn leven. Keizer Itoku's mausoleum, officieel getiteld Unebiyama-no-minami-no-manago-no-tani-no-e no Misasagi, bevindt zich in het district Nishi'ikejiri-chō van de stad Kashihara.